# Vindfellsfjall
Vindfellsfjall är ett berg i republiken Island. Det ligger i regionen Austurland, 400 km öster om huvudstaden Reykjavík. Toppen på Vindfellsfjall är 749 meter över havet.
Trakten runt Vindfellsfjall är nära nog obefolkad, med mindre än två invånare per kvadratkilometer. Närmaste större samhälle är Vopnafjörður, omkring 10 kilometer nordväst om Vindfellsfjall. Trakten runt Vindfellsfjall består i huvudsak av gräsmarker.